# Santa Eugènia del Gomar
Santa Eugènia del Gomar és la capella romànica de la masia del Gomar, en el terme municipal de Moià, al Moianès. És una obra protegida com a bé cultural d'interès local.

## Descripció
És una capella preromànica d'una sola nau. Tan sols queda en peus part del mur Nord i gairebé res del Sud. La capçalera és coberta amb volta de canó i absis rectangular. Situada a uns 200 m. del mas Gomar, avui abandonat. La nau, més alta que l'absis, era coberta segurament per una encavallada de fusta. La porta era al mur sud. L'aparell és de pedres sense treballar però ben disposades en fileres iguales. Absis a llevant. Les restes conservades testimonien una obra preromànica o del primer romànic, al segle x. L'absis és de planta trapezoïdal.

## Història
A. Pladevall ha suposat que l'església no existia encara l'any 939, car no és mencionada arran de la consagració de l'església de Moià. Està documentada des del 951 i ens consta certament des de principis del s.XI. Fins a principis del s.XII funcionà com a parròquia. Fou agregada a la parroquial de Collsuspina l'any 1878. Tingué una efímera vida com a parròquia, però aviat passà a dependre de Santa Coloma Sasserra. Actualment es troba en un estat ruïnós.